# Program do kompresji plików
Program do kompresji plików – program do kodowania danych w taki sposób, aby zajmowały jak najmniej przestrzeni na dysku.
Współcześnie istnieje kilkadziesiąt formatów skompresowanych archiwów, z których najpopularniejszym jest ZIP, obsługiwany przez prawie wszystkie dostępne aplikacje. Programy dostępne na rynku (freeware i shareware) obsługują różne zestawy formatów kompresji.
Programy do kompresji wykonują dwojakiego rodzaju czynności:
- służą ich posiadaczom do tworzenia własnych archiwów
- pozwalają otwierać archiwa otrzymane od innych osób lub pobrane z Internetu.

## Podstawowe cechy programów do kompresji

### Obsługa formatów
Program powinien przede wszystkim dysponować możliwością otwierania archiwów w wielu formatach. Do najczęściej obecnie używanych można zaliczyć ZIP, ARJ, CAB, ACE, RAR, 7-zip. Zazwyczaj programy obsługują więcej formatów w procesie dekompresji niż kompresji, gdyż nie wiadomo, jakim formatem posłuży się twórca archiwum.

### Technika tworzenia archiwum
Skompresowane archiwa można zazwyczaj tworzyć trzema technikami:
- Otwarcie programu i zbudowanie archiwum z jego poziomu, za pomocą wewnętrznego menedżera plików, np. Eksploratora w środowisku Windows.
- Otwarcie programu i przeciągnięcie plików do menedżera.
- Wykorzystanie polecenia kompresowania w menu kontekstowym myszy.

Niektóre programy udostępniają także specjalne kreatory, które przeprowadzają początkującego użytkownika przez kolejne etapy budowania archiwum, a są też takie, które oferują technikę kompresji z wiersza poleceń.
Z punktu widzenia wygody użytkowania kluczowe jest zintegrowanie programu z prawym klawiszem myszy (tzw. shell extension) w Eksploratorze Windows lub każdym innym menedżerze plików, który wykorzystuje tę cechę (m.in. Total Commander).
Technika ta udostępnia zarówno kompresowanie, jak i dekompresowanie (ekstrakcja) plików. W tym drugim przypadku dekompresja powinna mieć trzy opcje – ekstrakcja w miejscu położenia archiwum, ekstrakcja w podkatalogu o nazwie archiwum i ekstrakcja w dowolnie wybranym katalogu.

### Bezpieczeństwo
Opatrzenie archiwum hasłem rezerwuje dostęp do pliku jedynie dla posiadaczy hasła. Z kolei rzadziej spotykane szyfrowanie przetwarza zawartość archiwum w sposób uniemożliwiający w praktyce odtworzenie go w jakimkolwiek innym programie. Innym elementem bezpieczeństwa jest zintegrowanie programu kompresującego ze skanerem antywirusowym obecnym w systemie użytkownika.

### Plik wykonywalny
Dla wygody odbiorcy można utworzyć archiwum w postaci pliku wykonywalnego. Odbiorca nie musi wówczas posiadać programu do dekompresji – wystarczy, że uruchomi plik archiwum, co spowoduje automatyczne rozpakowanie jego zawartości do wskazanego w opcjach katalogu. Nazywa się je plikami samorozpakowującymi.

### Podgląd zawartości
Pobrane z witryny czy otrzymane pocztą archiwum trzeba niekiedy przejrzeć przed rozpakowaniem. Niektóre programy udostępniają własne, proste przeglądarki plików tekstowych i graficznych.

### Zarządzanie archiwum
Programy zawierają na ogół szereg narzędzi do zarządzania tworzonym czy otwieranym archiwum, które mogą być przydatne w rozmaitych sytuacjach.
- Testowanie archiwum – proste narzędzie służące do szybkiego przetestowania poprawności archiwizacji. W jej toku zawsze może się przydarzyć jakiś błąd, a dzięki poleceniu Test możemy natychmiast sprawdzić poprawność.
- Naprawa archiwum – polecenie Repair służy do naprawienia błędu, który pojawił się w archiwum i uniemożliwia jego poprawną dekompresję.
- Podział i scalanie archiwum – narzędzie to służy do dzielenia gotowego archiwum na mniejsze części oraz scalania podzielonego archiwum do postaci jednolitego pliku. Może być niezbędne wtedy, gdy np. chcemy przesłać duży plik pocztą elektroniczną.
- Instalowanie dokumentów – funkcja Checkout pozwala rozpakować pliki w katalogu na dysku i utworzyć oddzielną grupę w menu Windows, która zawiera skróty do dokumentów i programów znajdujących się w archiwum. Może to być przydatne wtedy, gdy otrzymujemy kilka lub więcej dokumentów, które chcielibyśmy trzymać w oddzielnym katalogu i mieć łatwy do nich dostęp. Tego rodzaju „instalację” można usunąć ręcznie, gdyż nie pojawia się w panelu Dodaj/Usuń programy.
- Kopia zapasowa – funkcja Backup, w niektórych programach zautomatyzowana, pozwala tworzyć kopie zapasowe skompresowanego archiwum. Można ją wykorzystać, zwłaszcza stosując automatyzację, do powtarzalnego tworzenia kopii kluczowych danych, jak książki adresowe, istotne dokumenty itd.

### Wysyłka pocztą i na serwerFTP
Skompresowane pliki są często wysyłane przez Internet. Wiele programów udostępnia połączoną funkcję kompresji i uruchomienia poczty elektronicznej z gotowym, skompresowanym załącznikiem. Rzadziej spotyka się technikę jednoczesnej kompresji i wysyłki na serwer FTP, skąd archiwum może być pobrane przez inne osoby.

## Algorytmy kompresji bezstratnej
- Kodowanie Huffmana
- Transformata Burrowsa-Wheelera